# WEY Macchiato
Le WEY Macchiato est un crossover produit par Great Wall Motors sous la marque premium WEY.

## Aperçu

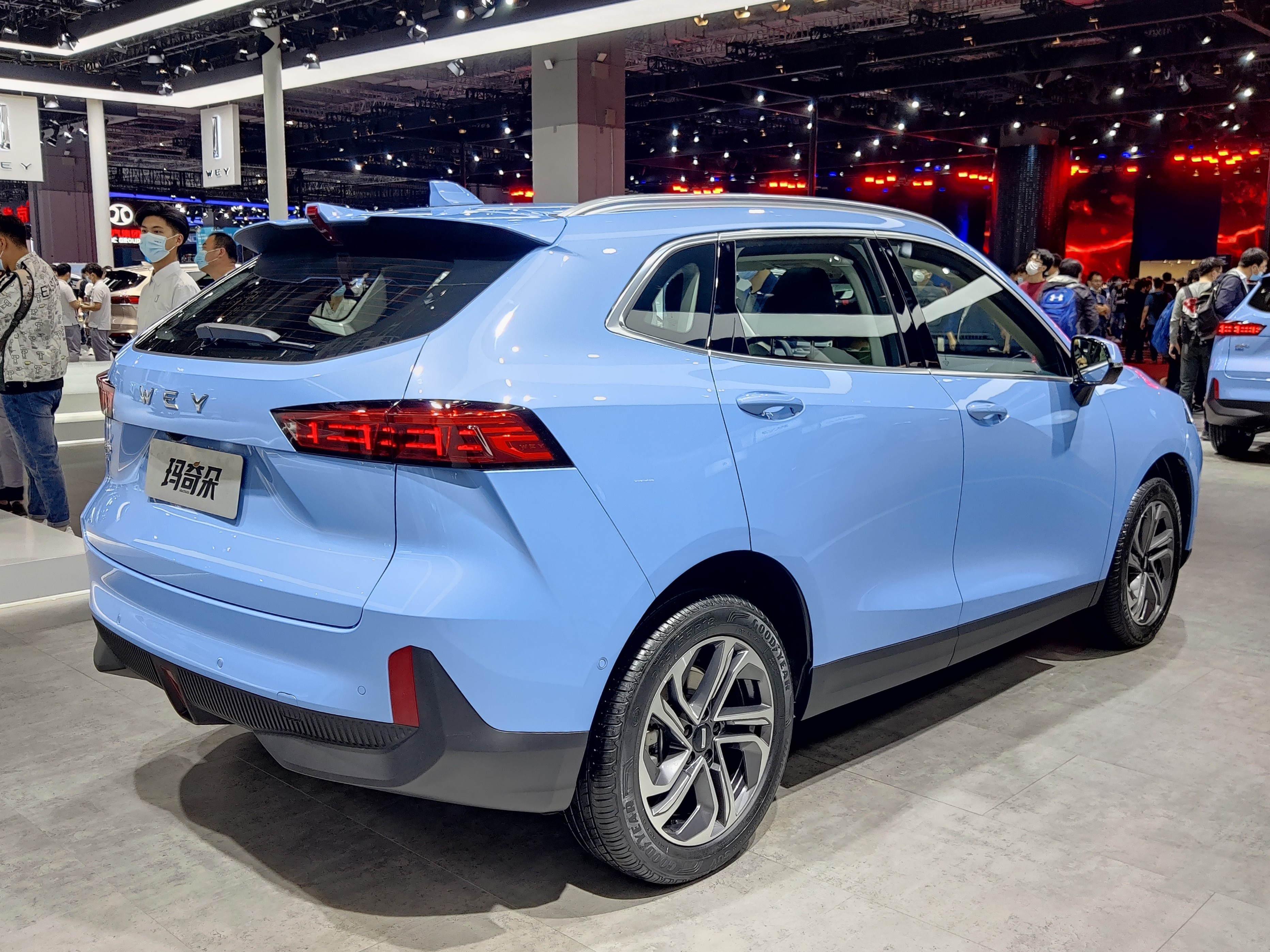
Arrière du WEY Macchiato

Le Macchiato a été présenté lors du Salon de l'auto de Shanghai en 2021. Les ventes ont commencé en avril 2021 durant le Salon de l'automobile de Shanghai sur le marché de la Chine continentale.
Le crossover porte le nom du caffè macchiato. Avec le WEY Mocha et le WEY Latte, deux autres véhicules de la marque aux noms de spécialités de café ont également été présentés à Auto Shanghai.
Le Macchiato est de style similaire au WEY Mocha et au WEY Latte et il utilise la même plate-forme Lemon développée en interne par Great Wall Motors avec une suspension arrière indépendante. Des jantes de 17 et 18 pouces sont disponibles selon le niveau de finition.

### Groupe motopropulseur
Le crossover compact Macchiato est équipé d'un groupe motopropulseur hybride, d'une transmission dédiée à l'hybride, il est uniquement à traction avant et il ne peut pas être chargé à partir d'un port de charge ou du réseau électrique public. Le groupe motopropulseur hybride et la transmission dédiée à l'hybride se compose d'un moteur essence à aspiration naturelle de 1,5 litre produisant 102 ch (75 kW) et d'un moteur électrique DHT100 bon pour 136 ch (100 kW) et 250 N m. La puissance totale combinée du système hybride est de 192 ch (141 kW). Le moteur électrique entraîne la voiture seulement lorsque le véhicule roule à moins de 35 km/h, tandis que le moteur essence agit uniquement en tant que prolongateur d'autonomie à ces basses vitesses, produisant de la puissance pour le moteur principal. Lors d'une accélération rapide, le moteur essence passe temporairement à l'entraînement des roues. La batterie se trouve sous l'arrière du véhicule et peut tenir jusqu'à 1,7 kWh.
En termes de transmission, le train d'engrenages à essieu fixe, avec un rapport de démultiplication à deux vitesses en mode entraînement direct du moteur, offre un rendement de transmission maximal de 97 %. La transmission de Great Wall Motors dédiée à l'hybride est considérée comme ayant quatre niveaux d'engrenages simulés.

## ORA Cherry Cat (Big Cat)
Un prototype de véhicule électrique basé sur le WEY Macchiato, avec le nom de code ORA Big Cat (大猫), a été dévoilé lors du Salon de l'automobile de Shanghai 2021. Le style du Big Cat est identique à celui du Macchiato, à l'exception de la calandre scellée et des badges ORA. En juillet 2021, des images du brevet du véhicule sont apparues avec le nom ORA Cherry Cat (樱桃猫), et les performances répertoriées comprennent un moteur électrique de 150 kW.

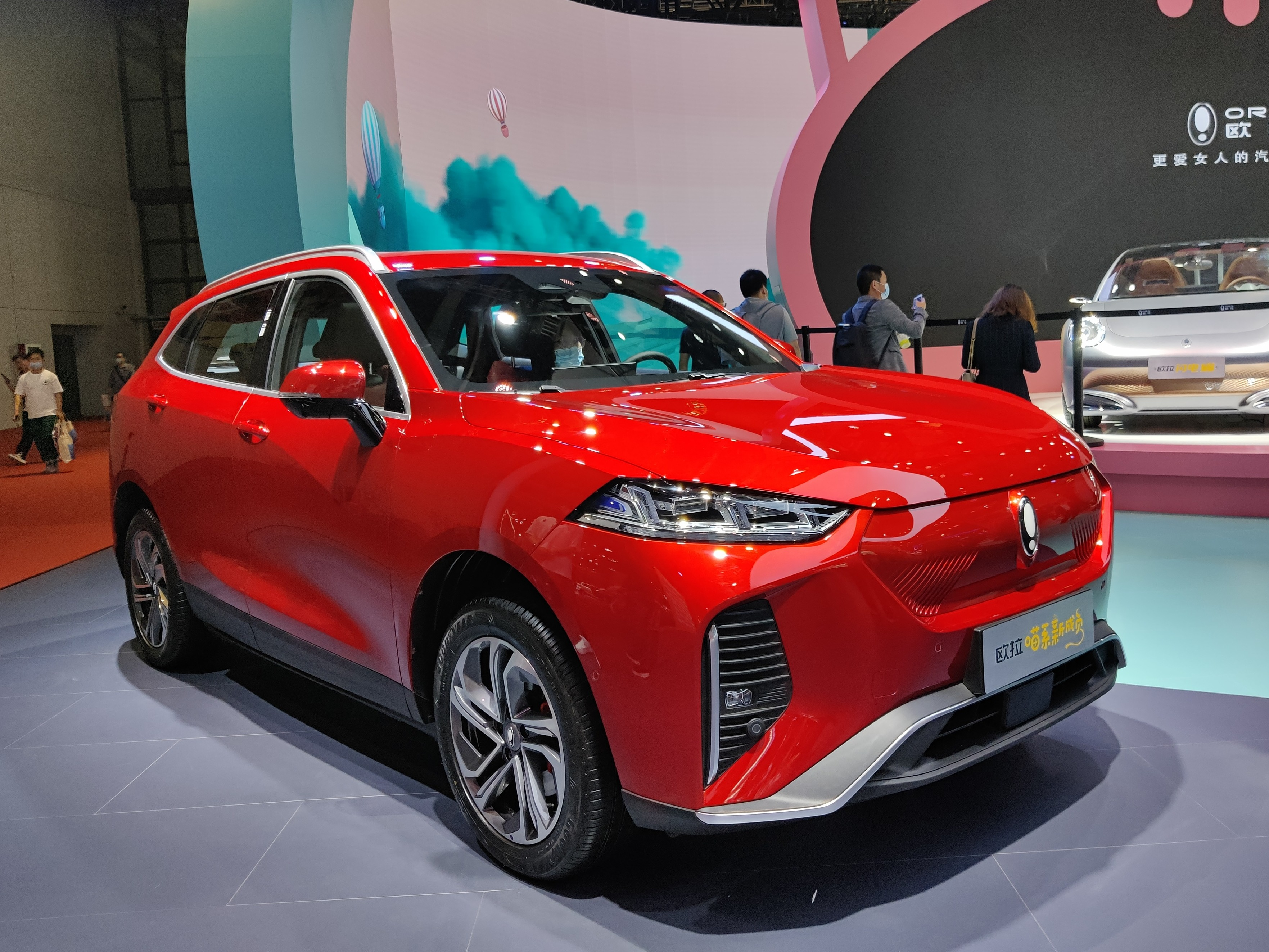
ORA Big Cat
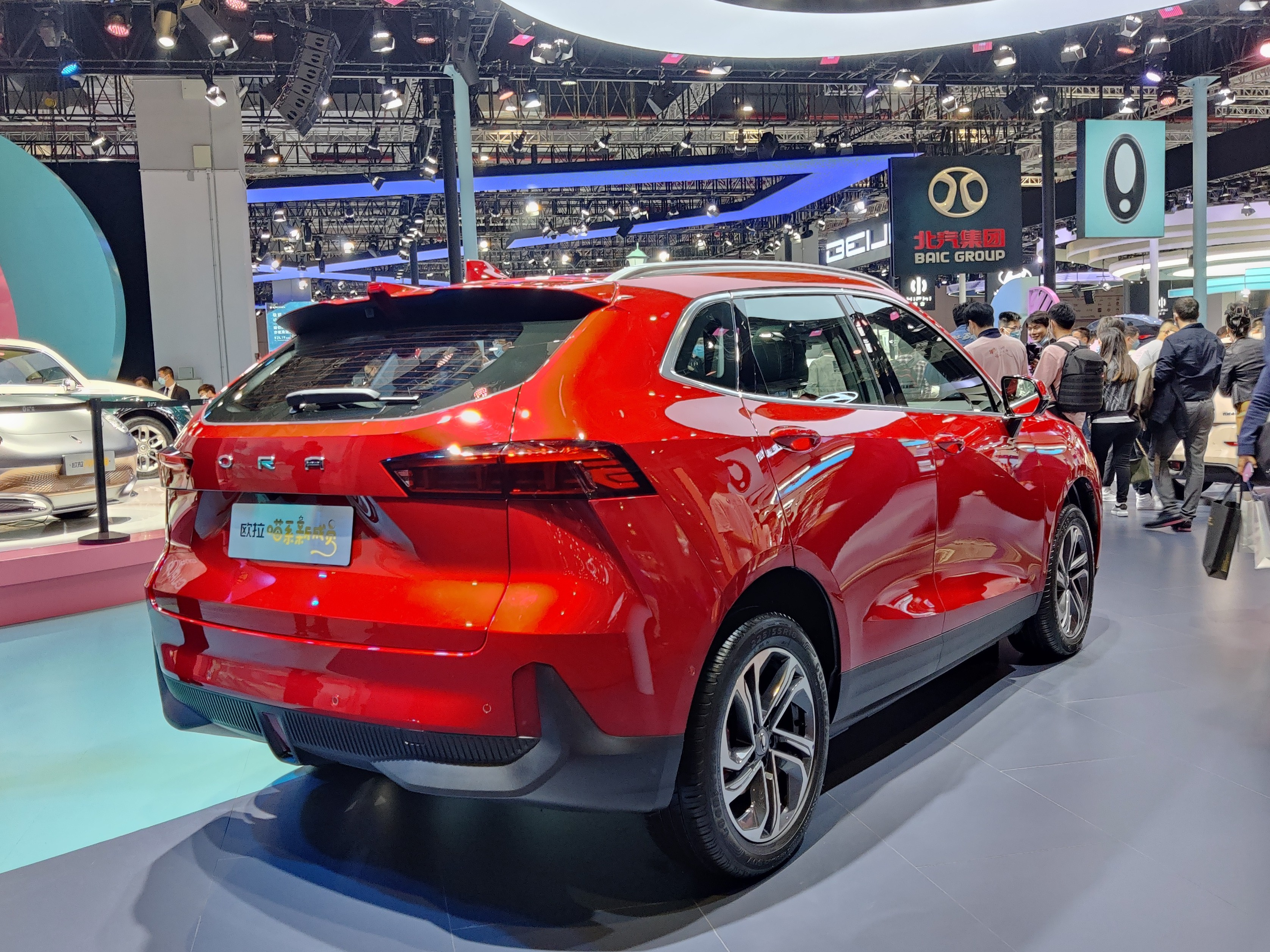
Arrière